# Осипов, Владимир Васильевич (физик)
Владимир Васильевич Осипов (род. 2 ноября 1943 года) — советский и российский физик, член-корреспондент РАН (2016).

## Биография
Родился 2 ноября 1943 года в селе Усть-Пристань Алтайского края.
Окончил Томский политехнический институт.
В 1975 году — защитил кандидатскую, а в 1988 году — докторскую диссертацию.
В 1989 году — присвоено учёное звание профессора.
Заведующий лабораторией квантовой электроники Института электрофизики УрО РАН, одновременно с 1992 года — профессор, заведующий кафедрой инженерной электрофизики УГТУ-УПИ.
В 2016 году — избран членом-корреспондентом РАН.

## Научная деятельность
Специалист в области физики газового разряда, квантовой электроники и физики взаимодействия излучения с веществом.
Основные научные результаты:
- предложил и экспериментально обосновал критерии и модель импульсного самостоятельного объемного разряда высокого давления;
- предложил механизм, доказал наличие химико-ионизационной неустойчивости и развил численную модель прорастания канала в объемных разрядах высокого давления;
- создал мощные CO2 лазеры и усилители со сжатой активной средой и перестраиваемой частотой излучения, параметры которых до сих пор остаются непревзойденными, разработана их математическая модель;
- предложил и экспериментально обосновал ряд методов, позволяющих в несколько раз повысить энергетику молекулярных лазеров;
- разработал технологию лазерного синтеза слабоагломерированных нанопорошков с размером частиц ~ 10-15 нм и узким распределением по размерам;
- разработал технологию и синтезировал образцы лазерных керамик, позволивших получить генерацию с дифференциальной эффективностью 37 % — 52,7 %.

## Награды
- Медаль ордена «За заслуги перед Отечеством» II степени (2024)[2]
- Заслуженный деятель науки Российской Федерации (2010)[3]